# María de Villota
María de Villota Comba (13. ledna 1980 – 11. října 2013) byla španělská automobilová závodnice, dcera bývalého soutěžního jezdce Formule 1 Emilia de Villoty a sestra Emilia de Villoty mladšího, který podobně jako ona soutěžil ve Formuli Palmer Audi. Před smrtí se zotavovala z vážných zranění hlavy a obličeje, která utrpěla během jako testovací jezdec F1 týmu Marussia.

## Začátky
Narodila se v Madridu. Soutěžila v nejrůznějších závodních sériích včetně World Touring Car Championship a ADAC Procar Series. V srpnu 2009 podepsala smlouvu s Atlético Madrid pro zbytek sezóny ve Superleague Formula open wheel racing. V týmu zůstala až do roku 2011, kdy série zanikla. V roce 2005 absolvovala vytrvalostní závod 24 hodin Daytona.

## Formule 1
Tým Lotus Renault GP 18. srpna 2011 oznámil, že de Villota absolvuje na okruhu Paul Ricard Circuit testovací debut v Renaultu R29 a že její manažeři usilují o zajištění pozice testovacího jezdce v budoucnu.

### Nehoda na letišti v Duxfordu
Přibližně v 09:30 3. července 2012 de Villota havarovala při vůbec první testovací jízdě ve voze Marussia na letišti v Duxfordu. Po nehodě měla proraženou lebku, podstoupila dvě operace a přišla o pravé oko.

## Osobní život
De Villota se provdala za Rodrig Garcíu Millána, osobního trenéra a vlastníka Oxigeno Training 28. července 2013 v Seville, necelé tři měsíce před smrtí.

## Smrt
Ráno 11. října 2013, právě jeden rok od prvního veřejného vystoupení po těžké nehodě, přinesla španělská média zprávu, že de Villota byla nalezena mrtvá v hotelovém pokoji v Seville. Eurosport oznámil, že rodina její smrt potvrdila.
Pitva potvrdila, že de Villota utrpěla zástavu srdce pravděpodobně způsobenou vmetkem mozkové hmoty v důsledku nehody v roce 2012.

## Dílo
- Life is a Gift (Život je dar) – autobiografie, vyšlo 2013